# Peppe Quintale
Peppe Quintale, all'anagrafe Giuseppe Quintale (Napoli, 4 agosto 1963), è un comico, conduttore televisivo, attore e direttore artistico italiano.

## Biografia
Inizia la carriera come animatore in un villaggio turistico.
Appare in radio per la prima volta nel 1992 nella trasmissione W Radio DJ insieme a Fiorello e Marco Baldini. Nello stesso anno fonda a Roma, insieme ai soci Gianluca Bartoni e Camillo Verrienti, anch'essi  ex animatori, il locale di cabaret "TinaPika", rinomatissimo locale di cabaret romano, fucina di giovani talenti comici.
La carriera in televisione inizia nel 1993 con Miss Italia nel mondo, come presentatore dei collegamenti esterni. Sempre nello stesso anno, interpreta il ruolo di attore e intrattenitore, nel programma Sarà vero, con Alberto Castagna. Dal 1994 inizia diverse numero di collaborazioni televisive in diversi programmi RAI e Mediaset. Nei primi mesi del 1998 fu il conduttore del programma di Italia 1 Caccia alla frase, dove fece esibire il futuro cantautore Tiziano Ferro, mettendo in dubbio le sue possibilità di diventare cantante. Poi divenne inviato satirico nel programma Le iene (1997-2000), allora condotto da Simona Ventura, e inviato dai campi di calcio nella trasmissione Quelli che il calcio (2001). Tra il 2003 e il 2004, essendo il calcio una delle sue più grandi passioni, ha collezionato 2 presenze nella Nazionale italiana artisti, con zero reti all'attivo.
Dal 2006 al 2017 è stato direttore artistico de La3, la tv sui cellulari di 3 Italia, dove ha condotto anche una trasmissione settimanale di taglio comico sul campionato di calcio di Serie A: 1X3!. Nel 2008 ha partecipato al reality show L'isola dei famosi, su Rai 2, venendo eliminato nel corso della semifinale con il 62% dei voti.
Nel 2023 partecipa alla terza edizione di The Voice Senior, entrando nel team di Clementino e venendo eliminato nella fase dei Knock Out.

## Teatro
- 1992/1995/1996 - Un amore da incubo
- 1997 - L'uomo che inventò la televisione
- 1997 - 8º Rassegna nuovi tragici
- 2002 - Con me mai voci di plastica
- 2017 - Ti presento mio fratello

## Televisione e radio
- Miss Italia nel mondo (Rai 1, 1993)
- Sarà vero? (Canale 5, 1993-1994)
- Arriba!!! Arriba!!! (Rai 2, 1995)
- Su le mani (Rai 1, 1996)
- Luna Park (Rai 1, 1996)
- Le iene (Italia 1, 1997-2000, 2013, 2022)
- Super Estate (Italia 1, 1998)
- Super (Italia 1, 1998-1999)
- Caccia alla frase (Italia 1, 1998)
- Quote - Guida alle scommesse (Italia 1, 2000-2001)
- Quelli che il calcio (Rai 2, 2001)
- Stranamore (Canale 5, 2001)
- Key Award (Rai Radio 2, 2001)
- 1X3! (La3, 2007-2009)
- L'isola dei famosi 6 (Rai 2, 2008) Concorrente
- Uno di tre (La3, 2010)
- BluBlu Beach (La3, 2012)
- The Voice Senior 3 (Rai 1, 2023) Concorrente

## Filmografia

### Cinema
- Tifosi, regia di Neri Parenti (1999)